# Erysimum subulatum
Erysimum subulatum är en korsblommig växtart som beskrevs av Jacques Étienne Gay. Erysimum subulatum ingår i släktet kårlar, och familjen korsblommiga växter. Inga underarter finns listade i Catalogue of Life.